# ゼロ・エミッション
ゼロ・エミッション（zero emission）とは、環境を汚染したり、気候を混乱させる廃棄物を排出しないエンジン、モーター、しくみ、または、その他のエネルギー源を指す。「エミッション」とは「排出」の意。国連大学が1994年に提唱した排出ゼロ構想である。ゼロエミッション研究構想（Zero Emissions Research Initiative = ZERI）ともいう。

## 概要
ゼロ・エミッションの実現には関与する産業の連携が必要である。ある産業の副産物や不要物（廃棄物）を別の産業において有効利用し、社会全体で資源を循環させる。しかも二酸化炭素等を排出（emission）しない（zero）技術の確立が求められる。そのためには、環境を汚染することのない生産工程を用いること、単に生産段階での排出を減らすだけでなく、消費や廃棄の段階での影響にも配慮して原材料や生産工程を見直すことが重要である。
現状では、再利用の工程で拡散させた（高エントロピーの）物質を回収（低エントロピーに）するという工程にエネルギーを使い、二酸化炭素を余分に排出しているという課題がある。例えば、現在のリサイクル運動で、そのリサイクル工程で、その製品を新たに作るよりも大きなエネルギーを使う場合である。

再生エネと並びゼロ・エミッションエネルギーとされる原子力発電に関しては、運転中に二酸化炭素の直接排出はないが、ウラン採掘から放射性廃棄物投棄まで、様々な局面で化石エネルギーを使用しているので、ゼロ・エミッションエネルギーに当たらないと一部で指摘されることもある。しかし、そのような建設、燃料輸送、精製、製造、運用、補修、廃棄等の全ての局面での二酸化炭素排出量は、ライフサイクルCO2排出量という形で定量的に示すことが可能であり、日本の原子力発電は、19〜20g・CO2/kWhと評価されている。これは、他のゼロ・エミッションエネルギーのライフサイクルCO2排出量(住宅用太陽光38g・CO2/kWh、陸上風力26g・CO2/kWh、地熱13g・CO2/kWh )と比べても遜色のない値である。